# Liste des œuvres d'art de Saint-Maur-des-Fossés
Cet article recense les œuvres d'art public de Saint-Maur-des-Fossés, en France.

## Statues
| Œuvre                                 | Auteur                     | Localisation                                       | Notes | Installation | Coordonnées                      | Illustration                          |
| ------------------------------------- | -------------------------- | -------------------------------------------------- | ----- | ------------ | -------------------------------- | ------------------------------------- |
| Aède                                  | Alphonse-Amédée Cordonnier | Square de l'Abbaye                                 |       | 1924         | 48° 48′ 46″ nord, 2° 28′ 29″ est | Image manquante                       |
| Athlète saluant                       | Maurice Guiraud-Rivière    | Stade Adolphe-Chéron                               |       | 1936         | 48° 48′ 24″ nord, 2° 29′ 32″ est | Image manquante                       |
| Jean Jouant                           | Jean Jouant                | Square de la Convention                            |       |              | 48° 48′ 16″ nord, 2° 30′ 28″ est | Baigneuse                             |
| Les Bavardes au marché                | Sabine Cherki              |                                                    |       |              | 48° 47′ 34″ nord, 2° 30′ 58″ est | Image manquante                       |
| Le Bourgeon                           | Pierre Lagénie             | Angle du quai de Bonneuil et de l'avenue de l'Alma |       |              | 48° 47′ 06″ nord, 2° 29′ 44″ est | Le Bourgeon                           |
| Ève, elle s'aperçut qu'elle était nue | Frédéric Brou              | Square Hameln                                      |       | 1899         | 48° 47′ 42″ nord, 2° 30′ 41″ est | Ève, elle s'aperçut qu'elle était nue |
| La Famille                            | Pierre Lagénie             | 5 avenue des Arts                                  |       |              | 48° 48′ 16″ nord, 2° 29′ 21″ est | Image manquante                       |
| La Femme au chat                      | Sylvain Kinsburger         | Square de la Convention                            |       |              | 48° 48′ 16″ nord, 2° 30′ 30″ est | La Femme au chat                      |
| Les Fruits de la guerre               | Émile-André Boisseau       | Square de la Convention                            |       | 1892         | 48° 48′ 16″ nord, 2° 30′ 27″ est | Les Fruits de la guerre               |
| Le Grand Rocher                       | Pierre Lagénie             | Parc de l'hôtel de ville                           |       |              | 48° 48′ 10″ nord, 2° 29′ 09″ est | Image manquante                       |
| Hommage à Charles Trenet              | Yvonne Clergerie           | Quai Winston-Churchill                             |       |              | à géolocaliser                   | Image manquante                       |
| Jacques-Maurice Boyriven              | Sylvain Kinsburger         | Square Émile Zola                                  |       | 1912         | 48° 48′ 00″ nord, 2° 29′ 03″ est | La Femme au chat                      |
| Le Lévite d'Éphraïm                   | Jules Jacques Labatut      | Square de l'Abbaye                                 |       | 1910         | 48° 48′ 44″ nord, 2° 28′ 29″ est | Le Lévite d'Éphraïm                   |
| Madame Roland                         | Charles Vital-Cornu        | Square Hameln                                      |       |              | 48° 47′ 42″ nord, 2° 30′ 40″ est | Madame Roland                         |
| Le Mur                                | Richard                    | Square Hamelin                                     |       | 2005         | 48° 47′ 42″ nord, 2° 30′ 41″ est | Image manquante                       |
| La Nourrice                           |                            | Square des Lacs                                    |       |              | 48° 48′ 06″ nord, 2° 30′ 06″ est | La Nourrice                           |
| Nourricière                           | Émile Chatrousse           | Square Émilie-Tillion                              |       | 1891         | 48° 48′ 18″ nord, 2° 29′ 31″ est | Image manquante                       |
| Première Parure                       | Henri Giraud               | Square de l'Abbaye                                 |       | 1870         | à géolocaliser                   | Image manquante                       |
| Le Printemps                          | Louis-Henri Nicot          | Square Victor-Basch                                |       |              | 48° 48′ 31″ nord, 2° 29′ 11″ est | Le Printemps                          |
| Le Remords                            | Aimé Octobre               | Square Saint-Hilaire                               |       | 1893         | 48° 47′ 23″ nord, 2° 30′ 47″ est | Image manquante                       |
| Salammbo et Mathos                    | Théophile Barrau           | Square de la Pie                                   |       | 1892         | 48° 47′ 27″ nord, 2° 28′ 55″ est | Image manquante                       |
| Songe d'avenir                        | Jean-Alexandre Pézieux     | Square Victor-Basch                                |       |              | 48° 48′ 31″ nord, 2° 29′ 13″ est | Songe d'avenir                        |
| Statue de Vénus                       |                            | 7 villa Mariotte                                   |       |              | 48° 47′ 29″ nord, 2° 31′ 00″ est | Statue                                |
| Vers l'Amour                          | Moncel de Perrin           | Square des Lacs                                    |       |              | 48° 48′ 04″ nord, 2° 30′ 08″ est | Vers l'Amour                          |

## Fontaines
| Œuvre                         | Auteur           | Localisation         | Notes | Installation | Coordonnées                      | Illustration                    |
| ----------------------------- | ---------------- | -------------------- | ----- | ------------ | -------------------------------- | ------------------------------- |
| Les Eaux vives de la Louvière | Yvonne Clergerie | Place de la Louvière |       | 2005         | 48° 48′ 18″ nord, 2° 29′ 09″ est | Image manquante                 |
| Fontaine                      |                  | Avenue du Centenaire |       |              | 48° 48′ 21″ nord, 2° 30′ 38″ est | Fontaine, avenue du Centenaire  |
| Fontaine                      |                  | Place de Stalingrad  |       |              | 48° 47′ 33″ nord, 2° 30′ 57″ est | Fontaine, place de Stalingrad   |
| Fontaine Wallace              |                  | Rue Lafayette        |       |              | 48° 48′ 24″ nord, 2° 30′ 38″ est | Fontaine Wallace, rue Lafayette |

## Monuments aux morts
| Œuvre                                             | Auteur                    | Localisation         | Notes | Installation | Coordonnées                      | Illustration                                                             |
| ------------------------------------------------- | ------------------------- | -------------------- | ----- | ------------ | -------------------------------- | ------------------------------------------------------------------------ |
| Monument aux morts                                | Clémentine-Jeanne Dissard | Cimetière Rabelais 2 |       | 1920-1925    | 48° 48′ 19″ nord, 2° 28′ 46″ est | Monument aux morts, Saint-Maur-des-Fossés                                |
| Monument aux morts de la guerre franco-prussienne |                           | Cimetière Rabelais 2 |       |              | 48° 48′ 21″ nord, 2° 28′ 46″ est | Monument aux morts de la guerre franco-prussienne, Saint-Maur-des-Fossés |